# Geneviève Gosselin-Fleury
Pour les articles homonymes, voir Geneviève Gosselin, Gosselin et Fleury.
Geneviève Gosselin-Fleury, née Geneviève Fleury le 22 février 1954 à Octeville, est une femme politique française, membre du Parti socialiste. Elle est députée de la 4e circonscription de la Manche de 2012 à 2017.

## Biographie
Fille d'agriculteurs, elle quitte le Cotentin après le bac pour poursuivre ses études en école de commerce dont elle sort diplômée en 1975. À la fin des années 1970, elle revient à Cherbourg, où elle s'occupe de la formation à la chambre de commerce puis crée sa propre entreprise de formation.
Elle rejoint le Parti socialiste en 1996 et est élue conseillère municipale en février 2001. À la communauté urbaine, elle est vice-présidente chargée de l'urbanisme. Réélue aux municipales de 2008, elle devient 1re adjointe, chargée des finances, de l'administration générale, de l'urbanisme et du commerce et est nommée présidente du schéma de cohérence territoriale, le SCoT, à l'échelon du Cotentin.
Elle est la suppléante de Bernard Cazeneuve dans la quatrième circonscription de la Manche lors des élections législatives de 2012 et devient députée le 22 juillet 2012 du fait de la nomination de ce dernier au gouvernement.
Elle n'est pas apparentée à l'autre député de la Manche Philippe Gosselin. Elle décide d'ailleurs en avril 2013 d'adjoindre son nom de jeune fille à son patronyme pour ne plus être confondue avec lui.
Le 15 juin 2017, son mandat législatif prend fin quand Bernard Cazeneuve retrouve brièvement son mandat de député.